# هواسیاه
ال هواسیاه یک منطقهٔ مسکونی در اردن است که در استان عمان واقع شده‌است.